# Phaistos (dème)
Phaistos ou Festós (en grec moderne : Φαιστός) est un dème du district régional d’Héraklion de Crète, en Grèce. Son chef-lieu est le village de Míres. Le dème doit son nom à la cité antique de Phaistos située dans la municipalité.

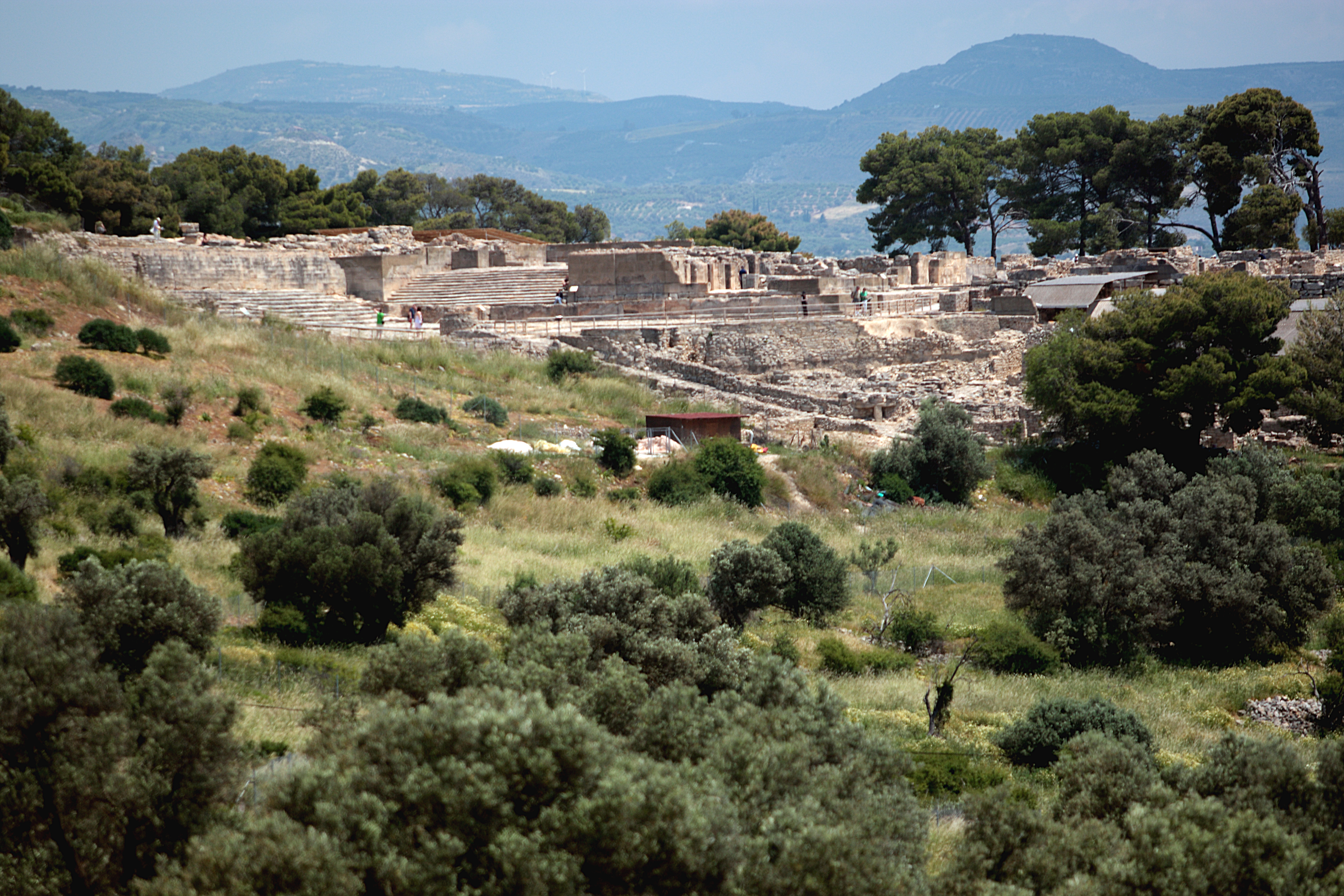
Festo – Vue

## Municipalité
Le dème de Phaistos a été formé en 2011 à partir de trois anciens dèmes, qui deviennent des districts municipaux :
- Míres
- Tymbáki
- Zaros